# 塞克 (艺术家)
塞克（1906年—1988年），原名陈秉钧、陈凝秋，男，河北霸县人，中国话剧、电影演员、剧作家、词作家、诗人，中央实验歌剧院原顾问。